# Кларк концентрації і кларк розсіювання
Кларк концентрації і кларк розсіювання — спеціальні показники, запропоновані у 1937 р. В. І. Вернадським, для оцінки підвищених чи знижених вмістів тих чи інших хімічних елементів на окремих ділянках чи в окремих геологічних об'єктах в порівнянні з їх глобальними кларками (у земній корі, космічному тілі тощо).
Кларк концентрації (Кк) — відношення усередненого вмісту хімічного елемента у родовищі або будь-якому об'єкті природи (мінералі, породі, руді, організмі) до кларку цього елемента у земній корі. Характеризує міру його концентрації (або розсіяння) в цьому об'єкті чи природному процесі. Кларки концентрації кожного елемента варіюють в тисячі разів, а при формуванні руд і рудних мінералів — іноді в мільйон разів.
В екологічних дослідженнях забруднення міських територій кларки концентрації можуть розраховуватися як відносно кларків літосфери, так і по відношенню до кларків елементів для міських ґрунтів.